# Cannibal Holocaust
Cannibal Holocaust è un film italiano del 1980 diretto da Ruggero Deodato.
È uno dei più famosi e controversi film del genere cannibal, molto in voga in quegli anni. Alla sua uscita generò subito grandi polemiche, per le uccisioni di animali rappresentate sullo schermo (autentiche) e per l'impressionante realismo delle sue scene. Venne per questo additato come snuff movie e fu intentata una causa contro il regista. Il film rafforzò la fama di Deodato come autore estremo, dopo il precedente Ultimo mondo cannibale, e gli valse l'appellativo di Monsieur Cannibal, datogli dai francesi.
Nonostante le controversie, Cannibal Holocaust è considerato da molti un'interessante e cruda analisi della società contemporanea, nonché un lucido atto d'accusa contro i mass media, diversi anni prima di Assassini nati - Natural Born Killers. Già dalle prime sequenze, Deodato fa capire quali siano nella sua visione i veri selvaggi (mentre un reporter alla TV parla delle tribù cannibali, le immagini mostrano scene di vita in una città moderna quale New York).
È stato il primo vero film horror a sfruttare la tecnica del "found footage", ovvero l'utilizzo di alcune scene filmate attraverso una cinepresa amatoriale che segue i protagonisti nel loro viaggio.
Il film è stato trasmesso in televisione su Italia 7, a fine anni novanta, in una versione tagliata, a causa del divieto per i minori di 18 anni. È stato proiettato alla Mostra internazionale d'arte cinematografica di Venezia del 2004, nell'ambito della rassegna Italian Kings of the B's.

## Trama
Amazzonia. Un servizio televisivo informa che quattro giovani reporter famosi per i loro servizi estremi, Jack Anders, Shanda Tomaso, Mark Williams e Alan Yates, erano stati incaricati da una emittente televisiva di girare un documentario sulle tribù che praticano il cannibalismo nella regione brasiliana, ma non danno più loro notizie da due mesi. Il professor Harold Monroe viene incaricato di effettuare le ricerche e, mentre raggiunge la località, dà ordine di far partire subito una spedizione di soccorso.
Il professore inizia quindi la sua ricerca, facendosi accompagnare dalla guida Chaco, dal giovane indio Miguel e da un yacumo catturato. Nella foresta i quattro incontrano serpenti, giaguari, caimani e sanguisughe; trovano anche il cadavere scarnificato di un uomo, amico di Chaco, che era stato incaricato di scortare i quattro reporter, nonché il gigantesco guscio squarciato di una tartaruga. La guida costringe il prigioniero a fare uso di cocaina, per calmarlo, mentre Miguel squarta un coati e lo arrostisce per pranzo. Il gruppo raggiunge infine un villaggio yacumo dove riescono a farsi accogliere restituendo alla popolazione il prigioniero e regalando loro un coltello a scatto; il capo tribù gesticola indicando capanne bruciate e resti umani, facendo capire al gruppo che i quattro reporter hanno causato qualcosa di terribile. La spedizione continua il suo cammino e giunge a un altro villaggio, abitato dagli indios cannibali shamatari al punto di battersi con i yanomamö. Il gruppo interviene e scaccia i shamatari, e i yanomamö lo porta al loro villaggio, dove trova i corpi ridotti a scheletri dei reporter ed il materiale da loro girato. I yanomamö sono più pacifici del previsto, mostrandosi nei confronti degli stranieri timidi e  diffidenti, tuttavia il professore riesce a conquistare la loro fiducia regalando alla tribù un walkman ed il gruppo viene invitato amichevolmente ad un pranzo cannibale. Il gruppo non ottiene il permesso di seppellire i resti ma riesce ad impossessarsi della pellicola filmata.
Tornato a New York, Monroe viene contattato da un ente televisivo per strutturare un documentario sulla spedizione finita male dei giovani reporter ed il professore comincia a visionare il materiale che avevano girato. Nella prima parte del filmato i quattro scherzano e chiacchierano in serenità tra di loro, ma con il proseguire del video l'ossessione di voler filmare scene sensazionalistiche diventa sempre più morbosa ed il gruppo inizia ad avere comportamenti sempre più brutali: trascinano fuori dal fiume una tartaruga Arrau e la sventrano completamente, tra il disgusto e l'eccitazione, per poi cibarsene, uccidono a colpi di machete un'enorme tarantola ed amputano una gamba alla loro guida morsa di un serpente, causandone la morte per dissanguamento. I quattro trovano quindi un gruppo di yacumo e per farsi condurre al loro villaggio Jack spara alla gamba di uno di loro, seguendo il ferito con calma; appena arrivati i reporter decidono di inscenare un conflitto tra tribù e per farlo radunano gli abitanti in una capanna e le danno fuoco, bruciando vivi alcuni yacumo. Mentre riprendono la scena, sostengono che siano stati altri indigeni a commettere il fatto. Si passa quindi a una scena di sesso tra Alan e Shanda, un accoppiamento quasi selvaggio che si svolge sotto gli occhi di un silenzioso gruppo di yacumo sconvolti e spaventati.
A questo punto Monroe non intende proseguire oltre ed intima ai direttori dell'ente televisivo di sospendere tutto, vista l'oscena crudezza del materiale filmato. La produzione non vuole però rinunciare al progetto ed insiste a voler divulgare il girato; allora Monroe li costringe a visionare insieme a lui la sconvolgente parte finale della pellicola. Le immagini mostrano una donna yacumo incinta, colpevole di adulterio, che viene costretta a partorire da un gruppo di individui del suo clan, il neonato viene sepolto nel fango e lei viene lapidata. Jack, Mark e Alan inseguono poi una giovanissima yanomamö e la stuprano sotto gli occhi sconvolti di Shanda, che cerca invano di farli smettere. Dato che un indigeno ha assistito alla scena, la ragazza viene impalata dal suo stesso clan. I reporter inscenano un finto ritrovamento del cadavere, commentando il fatto e sottolineando il comportamento barbaro degli abitanti del luogo, come se ignorassero il motivo del terribile gesto. Le scene finali mostrano la morte in diretta dei giovani reporter, accerchiati dal gruppo di yanomamö, che vendicano in questo modo tutte le atrocità subite dai quattro. Jack, ferito gravemente da una lancia, viene finito da Mark con un colpo di fucile e il suo cadavere viene preso dagli indigeni, che prima lo evirano e poi lo fanno completamente a pezzi, intanto che Alan grida alla telecamera: «Continua a girare tutto!». Shanda viene assalita e portata via, mentre l'obiettivo mostra un vasto numero di indigeni che le strappano i vestiti di dosso, la violentano e infine la uccidono a colpi di clava, per poi decapitarla e portare la sua testa in trionfo. Alan muore poi davanti alla telecamera soverchiato dai cannibali e nell'ultima ripresa Mark, dopo un tentativo di fuga, viene raggiunto e ucciso.
I dirigenti della rete televisiva, disgustati oltre ogni limite, rinunciano a mostrare i filmati dei reporter e ordinano la loro immediata distruzione. Il professor Monroe esce lentamente dagli studi, mentre perplesso si domanda chi siano i veri cannibali.

## Produzione
Il film è diviso in due parti: The Last Road to Hell, che riguarda le ricerche del professor Monroe, è stata girata in 35 mm, mentre The Green Inferno, che riguarda i quattro reporter, è stata girata in 16 mm, con la pellicola graffiata e un uso costante della macchina a mano, per dare la sensazione del vero filmato non professionale.
Deodato ha affermato: «Ci misi una cura maniacale in quel film perché tutto fosse perfetto, ho strisciato addirittura la pellicola per rendere il tutto più veritiero».

### Regia

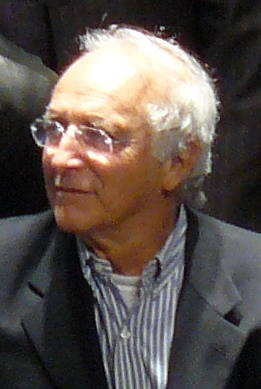
Ruggero Deodato

Il film fu proposto a Deodato da alcuni produttori tedeschi, che gli chiesero di realizzare un film simile a Ultimo mondo cannibale, la pellicola di grande successo diretta dal regista nel 1977. Deodato scelse come produttore Franco Palaggi, che produsse tra gli altri Per un pugno di dollari di Sergio Leone. Il budget era pari a 180 milioni di lire dell'epoca.
Palaggi voleva girare a Cartagena, nelle location del film Queimada, diretto da Gillo Pontecorvo, ma Deodato non era d'accordo, in quanto non vi ritrovava l'atmosfera della giungla. All'aeroporto incontrò un documentarista che gli parlò di Leticia, una piccola città della Colombia, al confine con Perù e Brasile, raggiungibile o per via fluviale, lungo il Rio delle Amazzoni, o per via aerea. Deodato e Palaggi partirono e decisero così di girare lì per quattro settimane, in condizioni climatiche quasi impossibili. La troupe si spostava insieme a delle guide locali, che fendevano le strade con i machete.
Il regista ha rivelato: «Leticia è un posto incredibile. Da lì passa tutta la droga del mondo, ma non ho avuto nessun problema con i narcotrafficanti».

### Cast
Il film è stato girato in lingua inglese e in presa diretta, per ricercare il maggior realismo possibile (Deodato avrebbe voluto farlo uscire nelle sale italiane non doppiato).
Le quote di partecipazione del cast però prevedevano che almeno la metà degli attori fossero italiani, quindi il regista si rivolse all'Actors Studio, dove trovò due giovani attori italiani alle prime esperienze che parlavano l'inglese: Francesca Ciardi, ragazza romana dei Parioli, e Luca Barbareschi. Di coloro che parteciparono al film però pochi hanno accettato di parlarne negli anni successivi.
Per gli attori americani invece la scelta cadde su Robert Kerman, che aveva già lavorato con Deodato in Concorde Affaire '79. In seguito il regista scoprì che Kerman era un attore di film porno, rimanendo molto sorpreso da questa notizia. Va anche considerato che all'epoca gli attori statunitensi di film pornografici avevano non di rado una più che discreta capacità interpretativa. Gli altri due reporter sono interpretati da Gabriel Yorke e Perry Pirkanen, che dopo Cannibal Holocaust non fecero molti altri film. Tra i dirigenti della BDC che alla fine rifiutano di mostrare i filmati c'è anche Paolo Paoloni, noto soprattutto per aver interpretato il "Megadirettore Galattico" nella saga di Fantozzi.
Secondo alcune fonti la scena della punizione dell'adultera sarebbe stata interpretata dalla costumista colombiana Lucia Costantini, poiché tutte le altre ragazze indigene si rifiutarono. In seguito, Deodato ha però smentito la notizia.
Deodato appare in un cameo all'inizio del film: è seduto in un parco davanti alla Columbia University a New York.
La Ciardi era molto presa dalla parte e per questo fu vittima di scherzi pesanti da parte della troupe: le fu anche fatto trovare un teschio di dimensioni umane sepolto sotto il fango, cosa che le provocò una crisi isterica. Nella scena di sesso la Ciardi si ribellò alle indicazioni di Deodato, e disse a Gabriel Yorke di non farsi manipolare dal regista: per questa scena Deodato disse quindi ai due di fare quello che volevano con calma. La scena comunque è simulata.
Tutti gli indios erano abitanti del posto debitamente acconciati. Il loro capo, Tunche, si faceva capire a gesti e collaborava bene alla realizzazione del film, imitando il regista, tanto che Deodato gli diede più di un ruolo, anche se ha poi affermato che più di una volta l'indigeno si ubriacava con la Chuchuasa, un liquore locale: «C'è proprio una scena in cui lui è al villaggio e parla con i suoi uomini. In un "campo" è sobrio, mentre nel "controcampo" è completamente sbronzo». La ragazza incinta che nel film viene lapidata cinque giorni dopo la fine delle riprese diede alla luce il bambino.
Lo scenografo Massimo Antonello Geleng ha dichiarato che gli indios erano molto educati e gentili, e che una volta alla fine di una scena attesero che la troupe salisse su una barca per poi salire loro stessi.

### Riprese
Le riprese iniziarono il 4 giugno 1979 e durarono nove settimane. Gli interni del film furono girati a Roma, negli Studi De Paolis. Gli esterni furono girati, oltre che nella foresta amazzonica e in Colombia, anche a New York. La troupe comprendeva 15 elementi.
Quando Gabriel Yorke arrivò sul set per girare la sua prima scena non aveva nessuna idea sul genere del film, in quanto non aveva letto ancora la sceneggiatura. Quando fu pronto per girare la sua prima scena, si trovò nel mezzo della ripresa relativa all'amputazione della gamba ai danni della guida dei quattro reporter. In un'intervista Yorke dichiarò di aver anch'egli creduto di girare uno snuff movie.
Immediatamente dopo l'uccisione del maialino, Gabriel Yorke fece un lungo monologo che Deodato avrebbe voluto includere nel film, ma che alla fine fu tagliato. Yorke disse di essersi dispiaciuto durante le riprese perché aveva sentito il maialino urlare e morire. Perry Pirkanen pianse durante l'uccisione della tartaruga, Luca Barbareschi invece ha ammesso di non aver avuto nessun rimorso per aver sparato al maialino, ma di aver ricevuto minacce da parte degli animalisti per questo, mentre Deodato ha dichiarato che tutti gli animali uccisi nel film venivano mangiati sia dai componenti della troupe, sia dagli indigeni. «La cosa che mi ha fatto più impressione sono state le scimmie. C'è la scena in cui gli indios ammazzano la scimmia e le succhiano il cervello. Noi avevamo quattro scimmiette di riserva. Quando tagliammo la testa a una le altre quattro sono morte di crepacuore. Quella è stata la cosa più atroce».
Il villaggio degli indios che viene bruciato dai quattro ragazzi è stato costruito dallo scenografo Massimo Antonello Geleng appositamente per il film, come anche la casa sul grande albero dove abitano gli indios Shamatari. I costumi degli indigeni sono stati prodotti ispirandosi ai chenchama, vale a dire le pitture su corteccia d'albero dipinte secondo le usanza locale.
Il regista ha affermato che l'ispirazione per la storia gli venne dal figlio, disgustato da tutte le immagini violente che vedeva nei telegiornali: «La storia me la suggerì mio figlio, che all'epoca non voleva guardare la televisione perché era scioccato da tutti i reportage violenti che passavano al telegiornale, i morti ammazzati dalle Brigate Rosse ecc».
I filmati di cannibalismo e fucilazioni che si vedono all'inizio del film sono in parte vere (si tratta di esecuzioni avvenute in Nigeria), in parte create con effetti speciali.
Una delle scene più note del film è quella della ragazza indigena violentata e impalata. La ragazza fu fatta sedere su un sellino legato al palo e le fu messo un paletto appuntito sulla bocca, per dare l'impressione che il legno le avesse trapassato il corpo. Comunque, il regista dichiarò che la ragazza indigena che interpretava la parte era veramente spaventata.
Tutti i nomi delle tribù sono reali, e le loro abitudini sono le stesse che si vedono nel film. Oltre alla tribù Shamatari nel film sono presenti anche le tribù dei Tibuna e degli Anamaru.
Nei titoli di coda appare il nome di Lamberto Bava come aiuto regista, ma Deodato ha negato la sua partecipazione al film.
Al termine del film, prima dei titoli di coda, appare una scritta enigmatica: «Il proiezionista Billy K. Kirov è stato condannato a due mesi di reclusione con la condizionale e al pagamento di una multa di 10.000 dollari per sottrazione di materiale cinematografico. Noi sappiamo che per quel materiale ne ha ricevuti 250.000». In realtà l'episodio era stato inventato dal regista, per accrescere la sensazione di realismo del film. Infatti, il "Billy K. Kirov" menzionato nella scritta è il personaggio a cui, nella parte finale del film, uno dei dirigenti dell'emittente televisiva telefona dalla stessa sala di proiezione dove è stata mostrata l'ultima parte delle riprese (quella relativa alla brutale uccisione dei reporter), ordinandogli di mandare tutto il materiale al macero.

### Scene eliminate
In una foto di scena si vede un indigeno steso sulla riva di un fiume, con le gambe e i piedi divorati dai piranha. Deodato ha dichiarato: «La scena credo sia stata girata (veramente non me lo ricordo), ma poi probabilmente è stata tagliata in fase di montaggio. Mi sembra fu eliminata perché i piranha non sembravano veri».

## Colonna sonora
Riz Ortolani si occupò della notevole colonna sonora. La musica in questa opera ha un'importanza decisiva. È dolce e distensiva per le immagini della giungla, mentre si fa cupa quando ci sono scene di una violenza brutale, sia sugli animali che sugli uomini, quindi ritorna dolce nei titoli di coda, ma dopo tutto quello che si è visto il contrasto è agghiacciante.
Ortolani fu voluto fortemente da Deodato, che ha dichiarato: «Non ci eravamo accorti di aver fatto un film così forte. Io mi sono accorto di che film avevo fatto solo dopo averci messo la musica. Perché la musica di Ortolani era così bella che esasperava le scene».
Ortolani invece ha dichiarato che accettò di comporre lo score del film perché gli piacque come era stato girato, con uno stile moderno e interessante, anche se lo riteneva molto violento. Per comporre la colonna sonora Ortolani usò effetti elettronici, all'epoca nuovi. Per quanto riguarda la scena della ragazza impalata Ortolani usò un tema melanconico, come un adagio religioso, per sottolineare la drammaticità della scena e per creare un effetto di pietà nel pubblico.
La colonna sonora contiene i seguenti brani:
1. Cannibal Holocaust (Titoli di testa)
2. Adulteress' Punishment
3. Cameraman's Recreation
4. Massacre of the Troupe
5. Love with Fun
6. Crucified Woman
7. Relaxing in the Savannah
8. Savage Rite
9. Drinking Coco
10. Cannibal Holocaust (Titoli di coda)

## Distribuzione

### Data di uscita
Il film uscì in Italia il 7 febbraio 1980, a cui seguì la Spagna il 19 ottobre 1980, la Germania Ovest il 16 gennaio 1981, la Francia il 22 aprile 1981, le Filippine il 22 aprile 1982 e gli USA il 19 giugno 1985.
Il film uscì in Germania Ovest come Nackt und zerfleischt, in Danimarca come Kannibal Massakren, in Argentina e in Venezuela come Cannibal Holocausto, in Finlandia come Kannibalieen Polttouhrit, in Spagna come Holocausto Canibal ed in Cecoslovacchia come Kanibalove.

### Divieti
La prima del film avvenne a Milano il 7 febbraio 1980. Subito dopo a Roma e nella stessa Milano alcuni vandali imbrattarono i manifesti del film, che raffiguravano la donna impalata. Il 12 marzo 1980, a seguito della denuncia di un cittadino, il film fu sequestrato su tutto il territorio nazionale, sulla base di una vecchia legge fascista contro la tortura delle cavie. La pellicola venne accusata di essere «opera contraria al buon costume e alla morale». La United Artists, che produsse il film si ritirò, mentre i produttori chiamarono ben sette avvocati per difendere il film, tra cui anche l'avvocato Giuseppe Prisco.
Deodato ha affermato che per lui l'errore della casa di distribuzione fu di far uscire il film subito in una grande città, mentre lui avrebbe preferito una città più piccola.
Il 4 giugno arrivò la sentenza: Deodato, lo sceneggiatore Gianfranco Clerici, i produttori e il distributore della pellicola furono condannati a quattro mesi di reclusione, 400.000 lire di multa e un mese di arresto, con la condizionale. Fu assolto subito solo il direttore della fotografia Sergio D'Offizi. I produttori presentarono un ricorso in appello, mentre il regista si disinteressò della questione per promuovere il film all'estero.
Durante il processo Deodato chiamò i quattro attori protagonisti, per mostrare al giudice che erano vivi, e chiarì che le sequenze dei riti cannibali erano state fatte con l'ausilio di effetti speciali. Il regista e la troupe rischiarono ugualmente la galera quando emerse che le uccisioni di animali erano reali. Deodato si difese dicendo che le riprese erano state girate con spirito documentaristico.
La Corte di cassazione, in ultimo grado, riabilitò il film, che poté tornare nelle sale solo nel maggio 1984, senza più tagli, nella versione originale. La cattiva pubblicità che era stata fatta in quegli anni non aveva però giovato al film e per il suo ritorno sui grandi schermi italiani il film richiamò poco meno di 14.000 spettatori.
Il film ottenne il visto dalla censura italiana il 6 febbraio 1980 (visto censura n. 74702), e fu vietato ai minori di 18 anni (in tal modo ne è vietata la trasmissione in televisione). Al primo visto censura, fu ampiamente tagliato, e i tagli furono complessivamente diciotto, equivalenti a 326,4 metri di film. Furono eliminate le seguenti scene:
1. La scena della donna incinta uccisa a colpi di pietra (metri 3,1);
2. La scena in cui i cannibali iniziano a squartare il cadavere di una donna (metri 1,6);
3. La scena dell'uccisione e dello squartamento della tartaruga (metri 71,2);
4. La scena della decapitazione della scimmietta (metri 20,7);
5. L'uccisione del maialino con un colpo di fucile (metri 9,1);
6. La scena girata a New York, nella quale un uomo intervista una donna chiedendole se le sembra giustificabile compiere orrende stragi per allestire uno spettacolo per il pubblico che brama di vedere quei massacri (metri 7,6) (scena poi tagliata dal regista);
7. La scena dell'incendio del villaggio (metri 5,6);
8. Una scena di sesso tra un uomo e un'indigena (metri 11,9) (scena poi tagliata dal regista);
9. Una scena con un'indigena in agonia, con orribili ferite (metri 2,9);
10. La scena della donna incinta alla quale viene strappato il feto dal ventre (metri 19,1);
11. La scena nella quale il professor Monroe dichiara che non ha nessuna intenzione di divulgare il filmato dei reporter perché osceno, disumano e disgustoso (metri 26,3);
12. La scena della violenza sessuale ai danni dell'indigena (metri 50,5);
13. La scena riguardante la sala di proiezione, nella quale un uomo si gira verso una donna e commenta: «Veramente disgustoso!» (metri 1,9);
14. La scena nella quale i quattro reporter filmano la ragazza indigena impalata (metri 13,7);
15. La scena nella quale uno dei reporter viene evirato, la testa gli viene mozzata e il cadavere è sezionato e mangiato dai cannibali (metri 47,3);
16. La scena nella quale la reporter viene denudata, violentata e uccisa a bastonate dai cannibali (metri 26,1);
17. La scena nella quale i cannibali agitano in aria la testa mozzata della reporter (metri 2,3);
18. La scena riguardante la sala di proiezione, nella quale un uomo accanto al professor Monroe ordina di mandare al macero tutto il materiale girato dai quattro reporter (metri 5,5)[7]

Cannibal Holocaust è probabilmente il film più censurato della storia del cinema, dato che fu censurato in più di 50 paesi del mondo. Nel Regno Unito il film è stato inserito tra i cosiddetti video nasty, cioè i film banditi per eccesso di violenza.

### Edizioni home video
Nel 2003 è uscito in Italia il DVD del film, presentato in edizione integrale e supervisionato personalmente da Ruggero Deodato. Il DVD contiene il commento del regista e un making of di 60 minuti con foto di scena, immagini della troupe al lavoro e degli effetti speciali.
Nel 2005 il DVD è stato pubblicato negli Stati Uniti, nonostante un tentativo di censura per la copertina, giudicata «troppo esplicita e offensiva».

## Accoglienza

### Incassi
Cannibal Holocaust in Italia non ottenne il successo sperato, anche a causa delle traversie giudiziarie che ne impedirono l'immediata uscita nelle sale. In totale incassò 360 milioni di lire. Ottenne invece un ottimo riscontro commerciale all'estero: complessivamente incassò 200 milioni di dollari, di cui 21 milioni solo a Tokyo. In Giappone, dopo E.T. l'extra-terrestre diretto da Steven Spielberg nel 1982, è stato il film che ha registrato in assoluto più incassi al botteghino.
Durante la proiezione del film avvenuta a Bogotà il regista ebbe una brutta avventura, come da lui dichiarato: «Quando il film uscì a Bogotá c'era la fila per andarlo a vedere. Il fonico del film, un colombiano mio amico, per farsi pubblicità fomentò una polemica secondo la quale il film attaccava gli indios. Poi disse che ero pazzo e che uccidevo davvero le persone. Contemporaneamente una mia amica hostess, con la quale avevo avuto una storia, mi portò a una festa, dove c'erano giornalisti e gente di cultura colombiana. A un certo punto mi presentò come il regista di Cannibal Holocaust. Mi spinsero e mi cacciarono, sono stato anche inseguito da due giornalisti inferociti che mi urlavano dietro. Arrivato in albergo mi telefonò una giornalista dicendomi che la mattina dopo avrei dovuto fare una conferenza stampa. Io non ci sono andato, confesso che ho avuto davvero paura. Ho chiamato Salvo Basile, che mi diede il numero di un mafioso della zona che aveva una fazenda. Questo tizio mi venne a prendere con un'auto corazzata e mi portò con un elicottero sull'isola del Rosario. Ci rimasi per una settimana, poi prenotai un posto su un aereo per Miami».

### Critica
La critica italiana dell'epoca accolse molto male il film, accusandolo di sensazionalismo e razzismo, ed evidenziando con disgusto le scene considerate orripilanti.
La Repubblica scrisse: «Le scene raccapriccianti del film sono ottenute con tale cialtroneria che non solo non riescono a mettere paura, ma provocano addirittura disgusto e sdegno». Il Corriere della Sera rincarò la dose: «Un film che è eufemistico definire rivoltante, affidato interamente a scene di bassa macelleria come squartamenti e infilzamenti di animali vivi, cannibalismo, lapidazioni e altre simili piacevolezze...», mentre Il Messaggero sostenne che «Tra i tanti film del genere questo è forse il più orripilante e solletica i gusti sadici del pubblico di Deodato».
Morando Morandini nel suo dizionario gli assegna una stella e scrive: «L'espediente del documentario serve a Ruggero Deodato per un inutile e cinico sensazionalismo», mentre Paolo Mereghetti, nel suo dizionario gli assegna due stelle e scrive che il film è «Un'operazione gelida e sgradevole, ma a suo modo abile: l'espediente del film nel film non solo avvolge di un alone inquietante da finto snuff la violenza mostrata, ma costituisce una precisa riflessione sulla prassi dei mondo movies, una pietra tombale e una satira del genere. Cannibal Holocaust è un documento indiretto sul malessere dell'epoca e una tappa fondamentale per chiunque voglia riflettere sulla rappresentazione della violenza». Pino Farinotti, nel suo dizionario, invece assegna al film due stelle, senza commento.
Negli ultimi anni il film è stato rivalutato dalle nicchie del genere e del settore. Il quotidiano il manifesto nel 1999 dedicò due pagine al film, cambiando opinione rispetto alla recensione precedente. La rivista Nocturno ha scritto: «Cannibal Holocaust è una parola vera sullo spettacolo dell'informazione e quindi sull'Occidente Coccodrillo. L'incendio del villaggio trova paragone solo in Apocalypse Now, per sadismo e pietà (della colonna sonora) verso le vittime. L'episodio di Alan Yates sulla donna impalata, poi, è forse ancora più agghiacciante e perfetto nella sua perfetta malafede. A pensarci bene, il titolo preannuncia già tutta l'ambiguità del film: Cannibal, associazione mentale istantanea negativa + Holocaust, sterminio d'innocenti = cortocircuito intellettuale: per noi i cannibali non sono innocenti, quindi l'espressione suona di primo acchito come un incomprensibile ossimoro».
Gordiano Lupi ha scritto: «Cannibal Holocaust infrange molti tabù cinematografici ed è un atto di accusa verso la società contemporanea e i suoi falsi miti. Cannibal Holocaust è uno di quei film che, con buona pace di puristi e benpensanti, danno spessore al cinema». Manlio Gomarasca invece scrisse: «Quando ho visto Cannibal Holocaust ho provato uno shock indescrivibile, un'emozione senza pari. Credo che pochi film nella cinematografia mondiale abbiano mai raggiunto tali estremismi nel mostrare la violenza. Il punto di forza del film sta però nel descrivere tali scene con la fredda lucidità e la cruda esposizione di un documentario sulla morte».
Marco Giusti, nel suo Dizionario dei film stracult italiani, definisce il film «Il più celebre cannibal movie mai girato in Italia, crudelissimo, con scene orripilanti di violenze su uomini e animali. Ad un passo dallo snuff movie». Per Luca Barbareschi, Deodato avrebbe voluto fare solamente un film spettacolare, mentre per Massimo Antonello Geleng il film sarebbe una denuncia contro la civiltà occidentale. Sergio D'Offizi ha dichiarato di non aver amato il film, per la sua violenza estrema, ma di difenderlo come un avvocato che difende un assassino. Infine per Riz Ortolani la censura si sarebbe accanita contro il film perché Deodato era un giovane regista e non sarebbe stato in grado di difendersi.
Ruggero Deodato non considera il suo film un horror: «Cannibal Holocaust ha poco a che spartire con l'horror. Io sono un regista di genere all'americana. Ho fatto di tutto. A chi definisce Cannibal Holocaust un horror rispondo che non l'ha capito e che deve guardarselo per bene e storicizzarlo. Cannibal Holocaust è una pellicola di denuncia, ed è il mio lavoro più riuscito». Deodato ha svelato che Sergio Leone appena vide il film in anteprima gli disse: «Caro Ruggero, questo sarà il tuo cavallo di battaglia, ma ti causerà gravi problemi con la giustizia».

## Ispirazioni, influenze e omaggi
Deodato, come per il precedente Ultimo mondo cannibale, si è ispirato ai mondo movie, ma al contrario dell'opera precedente, qui li critica e li ribalta insieme. Il realismo esasperato delle immagini aggredisce e sconvolge lo spettatore, con una potenza che non ha riscontri in alcun mondo movie. Il film fa anche a meno della voce fuori campo, classico espediente di questo tipo di pellicole, sostituendola con la dolce musica di Riz Ortolani, che contrasta fortemente con la brutalità delle immagini e allo stesso istante rimanda all'utilizzo della famosa More in Mondo Cane. Il regista si è ispirato anche ai violenti spaghetti-western di Sergio Corbucci, per quanto riguarda le scene distensive che anticipano quelle violente.
Dopo Cannibal Holocaust in Italia prese il via una piccola serie di film ispirati alle sue immagini scioccanti. Umberto Lenzi, che aveva dato inizio al genere cannibal nel 1972 con Il paese del sesso selvaggio, film che conteneva una sola scena di cannibalismo, diresse nel 1980 Mangiati vivi!, e l'anno successivo Cannibal Ferox. Soprattutto nel secondo Lenzi mostrava scene agghiaccianti come lo scoperchiamento della calotta cranica di un ragazzo. Joe D'Amato diresse nel 1980 Antropophagus, che mostrava un feto divorato e un uomo che addenta le proprie viscere. Lo stesso Deodato girò anche Inferno in diretta, considerato la terza parte della sua trilogia dei cannibali, anche se il film parla di narcotrafficanti e reporter e non c'è nessuna scena di cannibalismo.

Una scena del film Zombi Holocaust (1980), diretto da Marino Girolami, che già dal titolo fa comprendere quanto sia ispirato a Cannibal Holocaust

Il film lanciò anche una piccola "moda", in virtù del suo alone scandaloso. Alcuni film, infatti, usarono la parola Holocaust nel titolo (Zombi Holocaust, Porno Holocaust, Buio Omega in Francia è stato intitolato Blue Holocaust, mentre Nudo e selvaggio fu intitolato negli Stati Uniti Cannibal Holocaust 2 e spacciato come un seguito del film di Deodato). Lo stesso Ultimo mondo cannibale di Deodato fu rititolato negli USA Jungle Holocaust.
In seguito Cannibal Holocaust ha influenzato anche film statunitensi. Tra questi vi sono i celebri Assassini nati, di Oliver Stone, con cui condivide la commistione di più formati e la critica ai mass media, e Traffic di Steven Soderbergh, per la fotografia che varia a seconda degli episodi.
È evidente anche l'affinità con The Blair Witch Project - Il mistero della strega di Blair, film indipendente che ha avuto un gran successo, che ha ripreso molte soluzioni formali dal film italiano, quali la fotografia sporca, l'uso della macchina a mano e l'idea della videocassetta trovata nel bosco. Il fatto sarebbe molto più di una coincidenza, tanto che Deodato sostiene che la cosa più simile al suo film è la scaletta della sceneggiatura, ovviamente con scene meno brutali, e per questo aveva pensato a una denuncia per plagio, ma poi avrebbe rinunciato. Il regista ha rivelato che anche Oliver Stone, dopo aver visto The Blair Witch Project, disse a una sua amica che quel tipo di film l'aveva già fatto Deodato anni prima.
Deodato ha dichiarato che Quentin Tarantino, durante la proiezione del film (che non aveva mai visto) a Venezia, è rimasto sconvolto e alla fine gli ha chiesto informazioni sugli effetti speciali, in particolar modo quelli riguardanti la scena della ragazza impalata. Deodato ha rivelato che sul set di Hostel: Part II, diretto da Eli Roth, film nel quale il regista italiano ha un ruolo come cannibale (e in una scena si mangia un uomo), Roth e tutta la troupe del film si sono presentati al suo arrivo con delle t-shirt nere con la scritta Cannibal Holocaust.
Nel 1999 il regista tedesco Andreas Schnaas diresse Antropophagus 2000, remake di Antropophagus, realizzando la scena dell'impalamento di un uomo con la stessa tecnica di Cannibal Holocaust, vale a dire l'attore seduto su un sellino e un paletto appuntito inserito sulla bocca.
Nel 2003, il regista Bruno Mattei girò, nelle Filippine, Mondo cannibale, un film direct-to-video che riprende la trama di Cannibal Holocaust. Il regista in questo film ha riportato in scaletta circa le stesse scene di Cannibal Holocaust, comprendendo ovviamente la scena dell'impalamento e quella della reazione dei cannibali alla devastazione creata dai giornalisti in cerca dello scoop.
L'espediente narrativo del found footage è stato usato per la prima volta proprio in Cannibal Holocaust, poi utilizzato in numerosi film (anche se principalmente in seguito al successo del già citato The Blair Witch Project). Fra i titoli più famosi di questo genere ricordiamo [●REC], Le cronache dei morti viventi, Cloverfield, Paranormal Activity.
Nel campo musicale da segnalare l'omaggio al film della band Necrophagia, che nel 2001 intitolò un album Cannibal Holocaust, riprendendo il tema di Ortolani e rileggendolo in chiave death metal.
Nel 2013 Eli Roth gira The Green Inferno che omaggia nel titolo e nella trama l'opera di Deodato. Il film è uscito in italia il 24 settembre 2015 in anteprima mondiale ed è stato vietato ai minori di anni 18.

### Collegamenti ad altre pellicole
- In Uomini si nasce poliziotti si muore, poliziottesco diretto da Deodato nel 1976, è presente una sequenza in cui un cane viene investito da una moto e ucciso. La sequenza, finta, anticipa le cruente sequenze, vere, di uccisioni di animali in Cannibal Holocaust.[senza fonte]
- La sequenza del parto e la seguente uccisione del neonato era già presente nel primo cannibal movie di Deodato, Ultimo mondo cannibale. Lì il bambino finiva in pasto a un coccodrillo.
- Un gruppo di reporter disposti a tutto pur di fare uno scoop è presente anche in Inferno in diretta, diretto da Deodato nel 1985.
- In Tesis, film thriller diretto da Alejandro Amenábar nel 1996, Chema (uno dei protagonisti) in alcune scene indossa una maglietta che raffigura la locandina di Cannibal Holocaust.[18]
- Il regista statunitense Eli Roth nel 2013 ha realizzato un film ispirato alla pellicola, dal nome The Green Inferno.[senza fonte]
- Nel film Ballata dell'odio e dell'amore (Balada triste de trompeta) del 2010, il regista e autore Álex de la Iglesia ha inserito nei titoli di testa un fotogramma preso dalla scena dell'impalamento di Cannibal Holocaust.

## Sequel
Nel 2018 il soggetto di un ipotetico sequel – scritto dallo stesso Deodato e illustrato dal controverso artista spagnolo Miguel Ángel Martín – fu pubblicato in volume dalla Edizioni NPE con il titolo Cannibal Holocaust 2.